# Нулевой день (сериал, Тайвань)
«Нулевой день» (кит. 零日攻擊; англ. Zero Day Attack, досл. Атака нулевого дня) — тайваньский фантастический телесериал 2025 года, действие которого разворачивается на фоне вымышленного сценария вторжения Народно-освободительной армии Китая на остров Тайвань и событий в серой зоне, предшествовавших этому.

## Сюжет
Пожилой действующий президент Тайваня проигрывает перевыборы молодой женщине-претендентке и готовится передать власть. В то время как политический переход идёт полным ходом и приближается день инаугурации, противолодочный самолёт ВМС НОАК Shaanxi Y-8 терпит крушение в водах к юго-востоку от Тайваня (подразумевается, что это был акт скрытого внутреннего саботажа в рамках операции под ложным флагом), а единственный выживший раненый член экипажа самолёта спасается и подбирается находящимся поблизости кораблём ВМС Китайской Республики. Под предлогом проведения поисково-спасательной операции пропавшего самолёта Китай осуществляет морскую блокаду вокруг Тайваня, что приводит к полной остановке международного судоходства на остров и последующему краху фондового рынка и банковой панике. Соединённые Штаты и Япония повышают уровень своей военной готовности, поскольку тайваньские военные мобилизуются для подготовки к вторжению, а иностранные правительства начинают эвакуировать своих граждан с Тайваня.
Начинается кампания гибридной войны по распространению дезинформации через сочувствующих влиятельных лиц в социальных сетях, чтобы подорвать моральный дух тайваньцев, в то время как китайские хакеры захватывают местные вещательные СМИ Тайваня, используя сгенерированные искусственным интеллектом дипфейки президента Тайваня, объявляющего войну Китаю, чтобы обмануть граждан Тайваня и заставить их сдаться. Поскольку китайские лазутчики и их местные пособники массово освобождают заключённых из тюрем, вооружённые группы пятой колонны и членов банд начинают блокировать дороги. По мере того, как последующий хаос развивается, ВВС НОАК высаживает на Цзиньмэнь спецназ.

## Производство
Сериал был анонсирован на пресс-конференции 23 июля 2024 года, а первый трейлер вышел в тот же день. Подготовка к сериалу началась в декабре 2022 года, вдохновлённая продолжающейся российско-украинской войной и китайскими военными учениями вокруг Тайваня, проведёнными в знак протеста против государственного визита Нэнси Пелоси на Тайвань в 2022 году. Основные съёмки начались в марте 2024 года, и их планируется завершить к ноябрю 2024 года. Сериал поддерживается «1 plus 4-T-content plan» Министерства культуры Тайваня и производится Zero Day Cultural and Creative Co., Ltd. при финансировании, предоставленном Taiwan Creative Content Agency, Chunghwa Telecom, Kaohsiung Film Fund и Роберт Цзао. Чжэн Синьмэй (鄭心媚) является продюсером и сценаристом шоу, а Линь Шикэнь (林仕肯) выступает в качестве исполнительного продюсера. Съёмки также проходили при поддержке Вооружённых сил Китайской Республики, в некоторых сценах появлялись корабли Военно-морские силы Китайской Республики и настоящие бронемашины CM-32.
Режиссёр Ло Цзинжэнь объясняет, что после российского вторжения в Украину он считает Тайвань «наиболее вероятной следующей точкой возгорания… драма не представляет правду, а метафору того, как мы можем реагировать на вызовы в реальности», и что «Zero Day» направлен на то, чтобы показать публике, как противостоять потенциальному вторжению. Режиссёр принял решение ослабить правительство и общество Тайваня в своём изображении, установив наихудший сценарий, которого они надеются дать зрителям, чтобы избежать. Ло сказал: «Я считаю, что у каждого тайваньца в голове есть своя собственная версия атаки „Нулевого дня“. Мы были просто первыми, кто превратил её в сериал».
Гонконгский актёр Чэпман То, который играет персонажа «Брата Цяна», агента Коммунистической партии Китая, заявил в интервью СМИ, что «неловко играть роль гонконгца, посланного Китайской Народной Республикой для проникновения на Тайвань, но играть такую роль несложно, потому что в Гонконге таких людей много».

## Релиз
Сериал будет состоять из десяти эпизодов, его выход запланирован на май 2025 года. Каждый из эпизодов будет снят разными режиссёрами.
17-минутный трейлер был выпущен в июле 2024 года во время имитации авианалётов в ходе учений «Хань Куан» на Тайване.